# Microregione di Jauru
Jauru è una microregione dello Stato del Mato Grosso appartenente alla mesoregione di Sudoeste Mato-Grossense.

## Comuni
Comprende 12 comuni:
- Araputanga
- Figueirópolis d'Oeste
- Glória d'Oeste
- Indiavaí
- Jauru
- Lambari d'Oeste
- Mirassol d'Oeste
- Porto Esperidião
- Reserva do Cabaçal
- Rio Branco
- Salto do Céu
- São José dos Quatro Marcos